# ناپلئون (مجموعه تلویزیونی)
ناپلئون (لهستانی: Napoleon؛ ‏فرانسوی: Napoléon et l'Europe‎) یک مجموعه تلویزیونی لهستانی-فرانسوی است که در سال ۱۹۹۱ منتشر شد و دربارهٔ زندگی امپراتور فرانسه ناپلئون بناپارت است. این سریال تلویزیونی، ۶ قسمت داشت و هر قسمت توسط کارگردانی متفاوت ساخته شده‌است.

## گزیدهٔ بازیگران
- ژان-فرانسوا استونن در نقش ناپلئون بناپارت
- بئاتریس آجنین در نقش ژوزفین بوآرنه
- یان نووینسکی در نقش پل باراس
- کریستف والتس در نقش شارل لکْلِر
- دانیل اولبریخسکی در نقش یوزف پونیاتوفسکی
- یوانا اشتپکوفسکا در نقش ماری والوسکا
- تادئوش اومنیتسکی در نقش میخائیل کوتوزوف
- اوا ویشنیفسکا در نقش فانی برتران
- آندژی سِوِرین در نقش الکساندر یکم، امپراتور روسیه
- یژی کریشاک در نقش ژوزف فوشه
- ژان-کلود دوران در نقش شارل موریس دو تالیران-پریگور
- یژی کاماس در نقش امانوئل ژوزف سیس
- ژاک فرانتس در نقش ژواکیم مورا
- یاتسک بورکوفسکی در نقش سِـر بانبری
- مارک کندرات
- نیکلائو براینر
- مارک بارباشیویچ
- کشیشتف استروئینسکی
- لیلیانا کوموروفسکا
- آدام فرنتسی
- جیمز فوکنر
- فرانسوا پرو
- یاروسواف ژامویدا
- ماچئی اوروئوش
- پیوتر گرابوفسکی
- وویچیخ ویسوتسکی
- یاتسک دوماینسکی
- توماش اشتوکینگر